# Hogna insularum
Hogna insularum là một loài nhện trong họ Lycosidae.
Loài này thuộc chi Hogna. Hogna insularum được Wladislaus Kulczynski miêu tả năm 1899.